# Atletika na Letních olympijských hrách 1952
Atletika na Letních olympijských hrách v roce 1952, které se konaly v Helsinkách, zahrnovala 33 atletických disciplín, z toho 24 pro muže a 9 pro ženy. Celkem bylo uděleno 99 medailí (33 zlatých, 33 stříbrných, 33 bronzových).

## Muži
| Disciplína               | Zlato                                                                                          | Výkon      | Stříbro                                                                                    | Výkon      | Bronz                                                                                 | Výkon      |
| 100 m                    | Lindy Remigino · Spojené státy americké (USA)                                                  | 10.4       | Herb McKenley · Jamajka (JAM)                                                              | 10.4       | McDonald Bailey · Velká Británie (GBR)                                                | 10.4       |
| 200 m                    | Andy Stanfield · Spojené státy americké (USA)                                                  | 20.7       | Thane Baker · Spojené státy americké (USA)                                                 | 20.8       | James Gathers · Spojené státy americké (USA)                                          | 20.8       |
| 400 m                    | George Rhoden · Jamajka (JAM)                                                                  | 45.9       | Herb McKenley · Jamajka (JAM)                                                              | 45.9       | Ollie Matson · Spojené státy americké (USA)                                           | 46.8       |
| 800 m                    | Mal Whitfield · Spojené státy americké (USA)                                                   | 1:49.2     | Arthur Wint · Jamajka (JAM)                                                                | 1:49.4     | Heinz Ulzheimer · Německo (GER)                                                       | 1:49.7     |
| 1500 m                   | Josy Barthel · Lucembursko (LUX)                                                               | 3:45.1     | Bob McMillen · Spojené státy americké (USA)                                                | 3:45.2     | Werner Lueg · Německo (GER)                                                           | 3:45.4     |
| 5000 metrů               | Emil Zátopek · Československo (TCH)                                                            | 14:06.6    | Alain Mimoun · Francie (FRA)                                                               | 14:07.4    | Herbert Schade · Německo (GER)                                                        | 14:08.6    |
| 10 000 metrů             | Emil Zátopek · Československo (TCH)                                                            | 29:17.0    | Alain Mimoun · Francie (FRA)                                                               | 29:32.8    | Aleksandr Anufriyev · Sovětský svaz (URS)                                             | 29:48.2    |
| 110 m překážek           | Harrison Dillard · Spojené státy americké (USA)                                                | 13.7       | Jack Davis · Spojené státy americké (USA)                                                  | 13.7       | Arthur Barnard · Spojené státy americké (USA)                                         | 14.1       |
| 400 metrů překážek       | Charles Moore · Spojené státy americké (USA)                                                   | 50.8       | Jurij Litujev · Sovětský svaz (URS)                                                        | 51.3       | John Holland · Nový Zéland (NZL)                                                      | 52.2       |
| 3000 m překážek          | Horace Ashenfelter · Spojené státy americké (USA)                                              | 8:45.4     | Vladimir Kazantsev · Sovětský svaz (URS)                                                   | 8:51.6     | John Disley · Velká Británie (GBR)                                                    | 8:51.8     |
| 4 × 100 m štafeta        | Spojené státy americké (USA) · Dean Smith · Harrison Dillard · Lindy Remigino · Andy Stanfield | 40.1       | Sovětský svaz (URS) · Boris Tokarev · Levan Kalyayev · Levan Sanadze · Vladimir Sukharev   | 40.3       | Maďarsko (HUN) · László Zarándi · Géza Varasdi · György Csányi · Béla Goldoványi      | 40.5       |
| 4 × 400 m štafeta        | Jamajka (JAM) · Arthur Wint · Leslie Laing · Herb McKenley · George Rhoden                     | 3:03.9     | Spojené státy americké (USA) · Ollie Matson · Gerrard Cole · Charles Moore · Mal Whitfield | 3:04.0     | Německo (GER) · Günter Steines · Hans Geister · Heinz Ulzheimer · Karl-Friedrich Haas | 3:06.6     |
| Maratonský běh           | Emil Zátopek · Československo (TCH)                                                            | 2:23:03    | Reinaldo Gorno · Argentina (ARG)                                                           | 2:25:35    | Gustaf Jansson · Švédsko (SWE)                                                        | 2:26:07    |
| Chůze na 10 km (silnice) | John Mikaelsson · Švédsko (SWE)                                                                | 45:02.8    | Fritz Schwab · Švýcarsko (SUI)                                                             | 45:41.0    | Bruno Junk · Sovětský svaz (URS)                                                      | 45:41.0    |
| Chůze na 50 km (silnice) | Giuseppe Dordoni · Itálie (ITA)                                                                | 4:28:07.8  | Josef Doležal · Československo (TCH)                                                       | 4:30:17.8  | Antal Róka · Maďarsko (HUN)                                                           | 4:31:27.2  |
| Skok do dálky            | Jerome Biffle · Spojené státy americké (USA)                                                   | 7.57 m     | Meredith Gourdine · Spojené státy americké (USA)                                           | 7.53 m     | Ödön Földessy · Maďarsko (HUN)                                                        | 7.30 m     |
| Trojskok                 | Adhemar Ferreira da Silva · Brazílie (BRA)                                                     | 16.22 m    | Leonid Ščerbakov · Sovětský svaz (URS)                                                     | 15.98 m    | Arnoldo Devonish · Venezuela (VEN)                                                    | 15.52 m    |
| Skok do výšky            | Walt Davis · Spojené státy americké (USA)                                                      | 2.04 m     | Ken Wiesner · Spojené státy americké (USA)                                                 | 2.01 m     | José da Conceição · Brazílie (BRA)                                                    | 1.98 m     |
| Skok o tyči              | Bob Richards · Spojené státy americké (USA)                                                    | 4.55 m     | Don Laz · Spojené státy americké (USA)                                                     | 4.50 m     | Ragnar Lundberg · Švédsko (SWE)                                                       | 4.40 m     |
| Vrh koulí                | Parry O'Brien · Spojené státy americké (USA)                                                   | 17.41 m    | Darrow Hooper · Spojené státy americké (USA)                                               | 17.39 m    | Jim Fuchs · Spojené státy americké (USA)                                              | 17.06 m    |
| Hod diskem               | Sim Iness · Spojené státy americké (USA)                                                       | 55.03 m    | Adolfo Consolini · Itálie (ITA)                                                            | 53.78 m    | James Dillion · Spojené státy americké (USA)                                          | 53.28 m    |
| Hod oštěpem              | Cyrus Young · Spojené státy americké (USA)                                                     | 73.78 m    | Bill Miller · Spojené státy americké (USA)                                                 | 72.46 m    | Toivo Hyytiäinen · Finsko (FIN)                                                       | 71.89 m    |
| Hod kladivem             | József Csermák · Maďarsko (HUN)                                                                | 60.34 m    | Karl Storch · Německo (GER)                                                                | 58.86 m    | Imre Németh · Maďarsko (HUN)                                                          | 57.74 m    |
| Desetiboj                | Bob Mathias · Spojené státy americké (USA)                                                     | 7,887 bodů | Milton Campbell · Spojené státy americké (USA)                                             | 6,975 bodů | Floyd Simmons · Spojené státy americké (USA)                                          | 6,788 bodů |

## Ženy
| Disciplína        | Zlato                                                                                                 | Výkon   | Stříbro                                                                               | Výkon   | Bronz                                                                                                 | Výkon   |
| 100 m             | Marjorie Jacksonová · Austrálie (AUS)                                                                 | 11.5    | Daphne Hasenjägerová · Jihoafrická unie (RSA)                                         | 11.8    | Shirley Stricklandová · Austrálie (AUS)                                                               | 11.9    |
| 200 m             | Marjorie Jacksonová · Austrálie (AUS)                                                                 | 23.7    | Bertha Brouwerová · Nizozemsko (NED)                                                  | 24.2    | Naděžda Chnykinová · Sovětský svaz (URS)                                                              | 24.2    |
| 80 metrů překážek | Shirley Stricklandová · Austrálie (AUS)                                                               | 10.9    | Marija Golubničaja · Sovětský svaz (URS)                                              | 11.1    | Maria Sanderová · Německo (GER)                                                                       | 11.1    |
| 4 × 100 m štafeta | Spojené státy americké (USA) · Mae Faggsová · Barbara Jonesová · Janet Moreauová · Catherine Hardyová | 45.9    | Německo (GER) · Ursula Knabová · Maria Sanderová · Helga Kleinová · Marga Petersenová | 45.9    | Velká Británie (GBR) · Sylvia Cheesemanová · June Fouldsová · Jean Desforgesová · Heather Armitageová | 46.2    |
| Skok do dálky     | Yvette Williamsová · Nový Zéland (NZL)                                                                | 6.24 m  | Alexandra Čudinová · Sovětský svaz (URS)                                              | 6.14 m  | Shirley Cawleyová · Velká Británie (GBR)                                                              | 5.92 m  |
| Skok do výšky     | Esther Brandová · Jihoafrická unie (RSA)                                                              | 1.67 m  | Sheila Lerwillová · Velká Británie (GBR)                                              | 1.65 m  | Alexandra Čudinová · Sovětský svaz (URS)                                                              | 1.63 m  |
| Vrh koulí         | Galina Zybinová · Sovětský svaz (URS)                                                                 | 15.28 m | Marianne Wernerová · Německo (GER)                                                    | 14.57 m | Klavdija Točonovová · Sovětský svaz (URS)                                                             | 14.50 m |
| Hod diskem        | Nina Romaškovová · Sovětský svaz (URS)                                                                | 51.42 m | Jelizaveta Bagrjancevová · Sovětský svaz (URS)                                        | 47.08 m | Nina Dumbadzeová · Sovětský svaz (URS)                                                                | 46.29 m |
| Hod oštěpem       | Dana Zátopková · Československo (TCH)                                                                 | 50.47 m | Alexandra Čudinová · Sovětský svaz (URS)                                              | 50.01 m | Jelena Gorčakovová · Sovětský svaz (URS)                                                              | 49.76 m |

## Medailové pořadí
| Umístění | Stát                         | Zlato | Stříbro | Bronz | Celkem |
| -------- | ---------------------------- | ----- | ------- | ----- | ------ |
| 1        | Spojené státy americké (USA) | 15    | 10      | 6     | 31     |
| 2        | Československo (TCH)         | 4     | 1       | 0     | 5      |
| 3        | Austrálie (AUS)              | 3     | 0       | 1     | 4      |
| 4        | Sovětský svaz (URS)          | 2     | 8       | 7     | 17     |
| 5        | Jamajka (JAM)                | 2     | 3       | 0     | 5      |
| 6        | Itálie (ITA)                 | 1     | 1       | 0     | 2      |
| 6        | Jihoafrická unie (RSA)       | 1     | 1       | 0     | 2      |
| 8        | Maďarsko (HUN)               | 1     | 0       | 4     | 5      |
| 9        | Švédsko (SWE)                | 1     | 0       | 2     | 3      |
| 10       | Brazílie (BRA)               | 1     | 0       | 1     | 2      |
| 10       | Nový Zéland (NZL)            | 1     | 0       | 1     | 2      |
| 12       | Lucembursko (LUX)            | 1     | 0       | 0     | 1      |
| 13       | Německo (GER)                | 0     | 3       | 5     | 8      |
| 14       | Francie (FRA)                | 0     | 2       | 0     | 2      |
| 15       | Velká Británie (GBR)         | 0     | 1       | 4     | 5      |
| 16       | Argentina (ARG)              | 0     | 1       | 0     | 1      |
| 16       | Nizozemsko (NED)             | 0     | 1       | 0     | 1      |
| 16       | Švýcarsko (SUI)              | 0     | 1       | 0     | 1      |
| 19       | Finsko (FIN)                 | 0     | 0       | 1     | 1      |
| 19       | Venezuela (VEN)              | 0     | 0       | 1     | 1      |